# Ghostlights
Ghostlights é o sétimo álbum da ópera rock de Tobias Sammet Avantasia, lançado em 29 de janeiro de 2016. A faixa de abertura e primeiro single "Mystery of a Blood Red Rose" foi selecionada como finalista na lista de canções candidatas a representar a Alemanha no Festival Eurovisão da Canção 2016, junto com outras nove candidatas. A vencedora foi escolhida no dia 25 de fevereiro por meio de voto do público, e a canção acabou perdendo para "Ghost" de Jamie-Lee Kriewitz.[carece de fontes?]
O enredo do álbum conclui a história iniciada em The Mystery of Time. Musicalmente, mostra uma atmosfera mais sombria e teatral, algo que, segundo Tobias, não foi planejado, e sim espontâneo.

## Contexto e conceito
Após lançar The Mystery of Time, o antecessor de Ghostlights, Tobias afirmou numa coletiva de imprensa que a apresentação do Avantasia no Wacken Open Air de 2014 poderia ser a última atividade do projeto por um bom tempo. Contudo, numa entrevista posterior, ele disse que The Mystery of Time sugeria uma sequência, e os detalhes da mesma foram anunciados em novembro de 2015.
Diferente da The Wicked Trilogy, que rendeu três álbuns (The Scarecrow, The Wicked Symphony e Angel of Babylon), Ghostlights conclui o enredo iniciado no lançamento anterior. A história mostra o protagonista dando seguimento à sua jornada com um grupo de cientistas que buscam um meio de alinhar as personalidades de todas as pessoas de modo que elas possam se entender e fazer do mundo um lugar melhor. Logo, o protagonista percebe que alinhar as pessoas assim é também um meio de controlá-las. Cada faixa do álbum representa um diferente estágio na jornada do protagonista. Como Tobias explicou, "é uma jornada em que ele está procurando por respostas para algumas questões sobre sua própria existência e isso deixa sua marca na sua visão de mundo filosófica também. Essas doze faixas representam momentos-chave nessa jornada e aí acaba." Ele deixou um fim aberto "para que as pessoas possam pensar sobre as coisas que acontecem na história. Você deve poder interpretar como quiser no final.
Sobre o título do álbum, Tobias comentou:
| “ | (...) o conceito todo desse álbum lida com ideais questionáveis que você tem na vida. Depende de qual filosofia de vida você tem. Tais ideais podem ser muito diferentes uns dos outros. E é sobre distrações para encontrar fogos cruzados no caminho para descobrir o que você realmente quer da vida. | ” |

## Informações das canções
A faixa de abertura e single "Mystery of a Blood Red Rose" originalmente previa uma participação de Meat Loaf como vocalista principal, e a gerência do artista era inicialmente simpática à ideia, mas por razões desconhecidas, eles acabaram recusando a proposta.
Ao descrever a segunda e mais longa faixa, "Let the Storm Descend Upon You", que foi uma das últimas a ser escrita para o álbum, Tobias comentou:
| “ | [...] é um arranjo que soa grande com um monte de coisas que não fazem sentido de acordo com o livro de regras de como compor uma canção. Não é muito sensato começar uma faixa com uma introdução de um minuto, e depois fazer uma segunda overture, e ter o primeiro refrão depois de três minutos e meio, mas eu não acho que você percebe isso como algo que não faz sentido. A canção inteira simplesmente se desenvolveu. | ” |

Após "The Haunting" ter sido escrita, Tobias começou a pensar em quem poderia ser convidado para cantar nela, e tinha de ser alguém "que seria um ator teatral, mas ao mesmo tempo um vocalista dramático e a canção era muito, muito sinistra. E eu imaginei alguém que pudesse soar como uma cruzamento entre algo bem extravagante e o Child Catcher de Chitty Chitty Bang Bang". Ele pensou em Dee Snider após explorar sua coleção de discos, embora ele tenha considerado-o uma escolha não-óbvia devido à canção ser muito diferente de "We're Not Gonna Take It" e "I Wanna Rock", dois hits da sua banda Twisted Sister.
Tobias descreve a versão inicial de "Seduction of Decay" como "uma versão heavy metal épico de 'Black Dog'" feita para um cantor como o Robert Plant jovem. A faixa também o lembrou do Queensrÿche da era Rage for Order, então ele convidou Geoff Tate (ex-vocalista do grupo), que aceitou.
Tobias compara a faixa "Draconian Love" a "Avantasia", do The Metal Opera e "Dying for an Angel", do The Wicked Symphony. Herbie Langhans, que participa da canção como vocalista, cantou suas partes uma oitava abaixo de Tobias por sugestão de Sascha Paeth, de modo que as vozes deles soem mais diferentes uma da outra. Tobias reconhece que o resultado levou algumas pessoas a clasificarem a faixa como "gótica".

## Lista de faixas
Todas as faixas escritas e compostas por Tobias Sammet. 
| N.º            | Título                                                                        | Vocalista(s) convidado(s)               | Duração |  |
| 1.             | "Mystery of a Blood Red Rose" (Mistério de uma Rosa Vermelho-Sangue)          |                                         | 3:51    |  |
| 2.             | "Let the Storm Descend Upon You" (Deixe que a Tempestade Desça Sobre Você)    | Jorn Lande, Ronnie Atkins, Robert Mason | 12:09   |  |
| 3.             | "The Haunting" (A Assombração)                                                | Dee Snider                              | 4:42    |  |
| 4.             | "Seduction of Decay" (Sedução da Decadência)                                  | Geoff Tate                              | 7:18    |  |
| 5.             | "Ghostlights" (Fogos-fátuos)                                                  | Michael Kiske, Jorn Lande               | 5:43    |  |
| 6.             | "Draconian Love" (Amor Draconiano)                                            | Herbie Langhans                         | 4:58    |  |
| 7.             | "Master of the Pendulum" (Mestre do Pêndulo)                                  | Marco Hietala                           | 5:01    |  |
| 8.             | "Isle of Evermore" (Ilha de Todo o Sempre)                                    | Sharon den Adel                         | 4:28    |  |
| 9.             | "Babylon Vampyres" (Vampiros da Babilônia)                                    | Mason                                   | 7:09    |  |
| 10.            | "Lucifer"                                                                     | Jorn Lande                              | 3:48    |  |
| 11.            | "Unchain the Light" (Desacorrente a Luz)                                      | Atkins, Kiske                           | 5:03    |  |
| 12.            | "A Restless Heart and Obsidian Skies" (Um Coração Inquieto e Céus Obsidianos) | Bob Catley                              | 5:53    |  |
| 13.            | "Wake up to the Moon" (Acorde Para a Lua (faixa bônus da edição Digibook))    |                                         | 4:44    |  |
| Duração total: | Duração total:                                                                | Duração total:                          | 70:03   |  |

Disco bônus da edição Digibook – Avantasia ao vivo
1. "Spectres"
2. "Invoke the Machine"
3. "The Story Ain't Over"
4. "Prelude"
5. "Reach Out for the Light"
6. "Avantasia"
7. "Whats Left of Me"
8. "Dying for an Angel"
9. "Twisted Mind"
10. "The Watchmakers' Dream"
11. "Another Angel Down"

- A edição livro de luxo do álbum inclui os dois CDs da edição Digibook, um terceiro CD com versões instrumentais de todas as faixas (except a faixa bônus) e um livro de fotos de 68 páginas.[1]

## Créditos
Fontes:
- Tobias Sammet - vocais em todas as faixas, teclados e baixo adicionais
- Sascha Paeth - guitarras rítmicas, guitarras solo (exceto nas faixas 2, 8, 10, 12), baixo, teclados adicionais, engenharia e mixagem
- Michael Rodenberg - orquestração, teclados, masterização
- Felix Bohnke - bateria

Instrumentistas convidados
- Bruce Kulick (Grand Funk Railroad, ex-Kiss) – guitarra solo nas faixas 9, 10, 12
- Oliver Hartmann (ex-At Vance) – guitarra solo nas faixas 2, 5, 9, 11

Vocalistas convidados
- Jørn Lande (Jorn, Allen-Lande, ex-Masterplan)
- Ronnie Atkins (Pretty Maids)
- Robert Mason (Warrant)
- Dee Snider (Twisted Sister)
- Geoff Tate (Operation: Mindcrime, ex-Queensrÿche)
- Michael Kiske (Unisonic, ex-Helloween, ex-Place Vendome)
- Herbie Langhans (Sinbreed, Beyond the Bridge)
- Marco Hietala (Nightwish, Tarot)
- Sharon den Adel (Within Temptation)
- Bob Catley (Magnum)

## Paradas
| Parada (2016)                | Melhor posição |
| ---------------------------- | -------------- |
| Bélgica (Ultratop Flandres)  | 44             |
| Bélgica (Ultratop Valônia)   | 70             |
| Países Baixos (Dutch Charts) | 48             |